# Jacques Brugnon

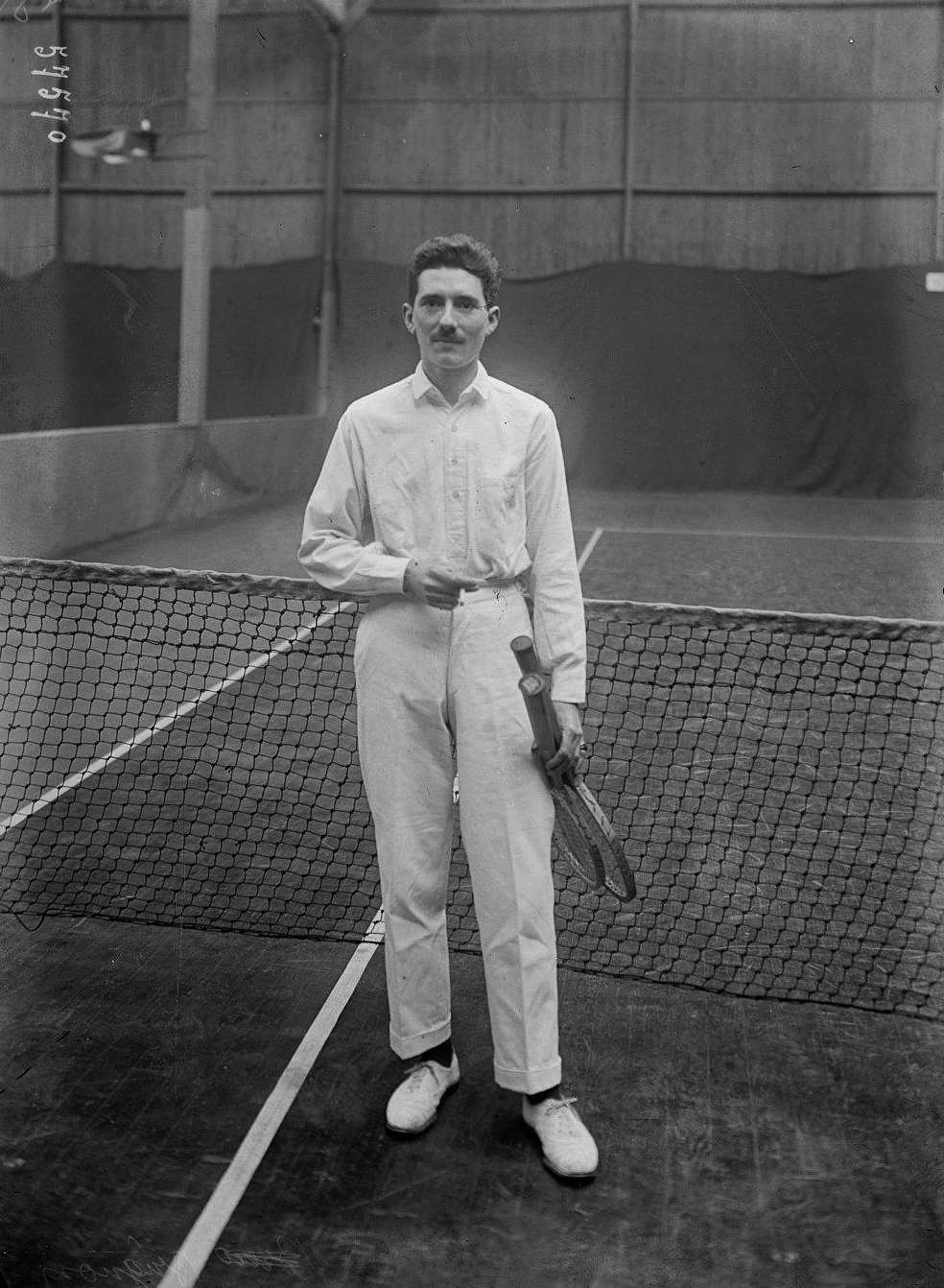
Jacques Brugnon en 1920

Jacques "Toto" Brugnon (11 de mayo de 1895-20 de marzo de 1978) fue un jugador de tenis francés que formó parte del legendario cuarteto de tenistas franceses denominado "Los Mosqueteros", que brillaron en los años 1920 y comienzos de los años 1930, junto a Jean Borotra, Henri Cochet y René Lacoste.
Nacido en París, Brugnon se convirtió en un especialista en dobles, dejando el protagonismo en singles a los otros 3 mosqueteros. Conquistó 10 títulos de Grand Slam en dobles y participó en las 6 conquistas de Copa Davis de Francia entre 1927 y 1932  y en las finales de 1925, 1926 y 1933.
Su mejor actuación en singles fueron las semifinales de Wimbledon alcanzadas en 1926. En 1939, con 44 años, alcanzó la final de dobles de Roland Garros junto a Jean Borotra (de 41 años), perdiendo 10-8 en el quinto set ante la dupla norteamericna Charles Harris / Don McNeill. En 1976 fue incorporado al Salón internacional de la fama del tenis junto al resto de los mosqueteros franceses. Murió en París en 1978.
Junto a Henri Cochet se mantienen como la dupla con más títulos de dobles en la historia de Roland Garros, con 3 títulos.

## Finales de Grand Slam

### Campeón Dobles (10)
| Año  | Torneo                 | Pareja       | Oponentes en la final            | Resultado            |
| 1926 | Wimbledon              | Henri Cochet | Howard Kinsey Vincent Richards   | 7-5 4-6 6-3 6-2      |
| 1927 | Campeonato Francés     | Henri Cochet | Jean Borotra René Lacoste        | 2-6 6-2 6-0 1-6 6-4  |
| 1928 | Campeonato Australiano | Jean Borotra | Gar Moon Jim Willard             | 6-2 4-6 6-4 6-4      |
| 1928 | Campeonato Francés     | Jean Borotra | Henri Cochet Ren de Buzelet      | 6-4 3-6 6-2 3-6 6-4  |
| 1928 | Wimbledon              | Henri Cochet | John Hawkes Gerald Patterson     | 13-11 6-4 6-4        |
| 1930 | Campeonato Francés     | Henri Cochet | Harry Hopman Jim Willard         | 6-3 9-7 6-3          |
| 1932 | Campeonato Francés     | Henri Cochet | Marcel Bernard Christian Boussus | 6-4 3-6 7-5 6-3      |
| 1932 | Wimbledon              | Jean Borotra | Paul Hughes Fred Perry           | 6-0 4-6 3-6 7-5 7-5  |
| 1933 | Wimbledon              | Jean Borotra | Ryosuki Nunoi Jiro Satoh         | 4-6 6-3 6-3 7-5      |
| 1934 | Campeonato Francés     | Jean Borotra | Jack Crawford Viv McGrath        | 11-9 6-3 2-6 4-6 9-7 |

### Finalista Dobles (7)
| Año  | Torneo             | Pareja       | Oponentes en la final          | Resultado             |
| 1925 | Campeonato Francés | Henri Cochet | Jean Borotra René Lacoste      | 5-7 6-4 3-6 6-2 3-6   |
| 1926 | Campeonato Francés | Henri Cochet | Vincent Richards Howard Kinsey | 4-6 1-6 6-4 4-6       |
| 1927 | Wimbledon          | Henri Cochet | Frank Hunter Bill Tilden       | 6-1 6-4 6-8 3-6 4-6   |
| 1929 | Campeonato Francés | Henri Cochet | René Lacoste Jean Borotra      | 3-6 6-3 3-6 6-3 6-8   |
| 1931 | Wimbledon          | Henri Cochet | George Lott John van Ryn       | 2-6 8-10 11-9 6-3 3-6 |
| 1934 | Wimbledon          | Jean Borotra | George Lott Lester Stoefen     | 2-6 3-6 4-6           |
| 1939 | Campeonato Francés | Jean Borotra | Charles Harris Don McNeill     | 6-4 4-6 0-6 6-2 8-10  |

### Campeón Dobles Mixto (2)
| Año  | Torneo             | Pareja          | Oponentes en la final            | Resultado |
| 1925 | Campeonato Francés | Suzanne Lenglen | Didi Vlasto Henri Cochet         | 6-2 6-2   |
| 1926 | Campeonato Francés | Suzanne Lenglen | Suzanne LeBesnerais Jean Borotra | 6-4 6-3   |